# NGC 3226
NGC 3226 é uma galáxia elíptica (E2) localizada na direcção da constelação de Leo. Possui uma declinação de +19° 53' 51" e uma ascensão recta de 10 horas, 23 minutos e 26,9 segundos.
A galáxia NGC 3226 foi descoberta em 15 de Fevereiro de 1784 por William Herschel.